# Riley Sheehan
Riley Sheehan (Boulder, 26 juni 2000) is een Amerikaanse wielrenner. Hij won in 2023 Parijs-Tours als stagiair van Israel-Premier Tech.

## Palmares
2017 (junioren)
algemeen en jongeren klassement Tour de l'Abitibi
2018 (junioren)
4e etappe Tour de l'Abitibi
algemeen klassement Tour de l'Abitibi
 Amerikaans kampioen tijdrijden, junioren
2023
2e en 4e etappe Joe Martin Stage Race
algemeen, punten en berg klassment Joe Martin Stage Race
Parijs-Tours

## Resultaten in voornaamste wedstrijden
| Jaar | Ronde van Italië | Ronde van Frankrijk | Ronde van Spanje |
| ---- | ---------------- | ------------------- | ---------------- |
| 2023 |                  |                     |                  |
| 2024 |                  |                     | 123e             |
| 2025 |                  |                     |                  |

| Jaar | Milaan-San Remo | Ronde van Vlaanderen | Parijs-Roubaix | Amstel Gold Race | Parijs-Tours | Eschborn-Frankfurt |  | WK op de weg |
| ---- | --------------- | -------------------- | -------------- | ---------------- | ------------ | ------------------ |  | ------------ |
| 2023 |                 |                      |                |                  | ↑            |                    |  |              |
| 2024 | 107e            | 13e                  | 75e            |                  | 109e         | ↑                  |  | opgave       |
| 2025 |                 | 112e                 | 65e            | opgave           |              |                    |  |              |

## Ploegen
- 2023 –  Israel-Premier Tech (stagiair vanaf 1/08)
- 2024 –  Israel-Premier Tech
- 2025 –  Israel-Premier Tech

Berwick · Boivin · Clarke · Einhorn · Frigo · Froome · Fuglsang · Gee · Goldstein · Hermans · Hollenstein · Hollyman · Houle · Impey · Jones · Neilands · Nizzolo · Pozzovivo (vanaf 6/3) · Reynders · Riccitello · Sagiv · Schultz · Strong · Teuns · Van Asbroeck · Vanmarcke (tot 7/7) · Williams · Woods · Würtz Schmidt · Zabel · Gilmore (stagiair) · Sheehan (stagiair)
Ackermann · Bennett · Blackmore (vanaf 3/5) · Boivin · Clarke · Einhorn · Frigo · Froome · Fuglsang · Gee · Hofstetter · Hollyman · Houle · Kogut · Neilands · Pickrell · Raisberg · Riccitello · Sagiv · Schultz · Schwarzmann · Sheehan · Stewart · Strong · Teuns · Van Asbroeck · Vernon · Williams · Woods · Würtz Schmidt · Zabel (tot 2/5) · Brown (stagiair)